# Automated System for Customs Data
Автоматизована система для митних даних англ. Automated System for Customs Data (ASYCUDA) — розроблена Конференцією ООН з торгівлі та розвитку (ЮНКТАД) спільно з Міжнародною митною організацією. Станом на кінець 2015 ця система використовується митними відомствами більш ніж у 80 країнах світу. Вона дає змогу обробляти митні декларації в автоматизованому режимі.